# Campionati belgi di triathlon
La Federazione belga di triathlon organizza con cadenza annuale i Campionati belgi di triathlon.

## Albo d'oro

### Uomini
| Anno | Oro                 | Argento             | Bronzo               |
| ---- | ------------------- | ------------------- | -------------------- |
| 1998 | Marc Herremans      | Danny Simons        | Philip Segers        |
| 1999 | Marc Herremans      |                     |                      |
| 2000 | Rutger Beke         | Marino Vanhoenacker | Kjell Verleysen      |
| 2001 | Rutger Beke         | Marc Herremans      | Marino Vanhoenacker  |
| 2002 | Frederik Van Lierde | Axel Zeebroek       | Rutger Beke          |
| 2003 | Rutger Beke         | Peter Croes         | Kjell Verleysen      |
| 2004 | Rutger Beke         | Peter Croes         | Koen Hoeyberghs      |
| 2005 | Frederik Van Lierde | Axel Zeebroek       | Stijn Goris          |
| 2006 | Stijn Goris         | Kjell Verleysen     | Dennis Devriendt     |
| 2007 | Peter Croes         | Stijn Goris         | Lander Dircken       |
| 2008 | Simon De Cuyper     | Stijn Goris         | Lander Dircken       |
| 2009 | Axel Zeebroek       | Bart Aernouts       | Kjell Verleysen      |
| 2010 | Peter Croes         | Stijn Goris         | Michael Rosu         |
| 2011 | Peter Croes         | Simon De Cuyper     | Pieter Heemeryck     |
| 2012 | Simon De Cuyper     | Pieter Heemeryck    | Marc Geerts          |
| 2013 | Simon De Cuyper     | Pieter Heemeryck    | Peter Denteneer      |
| 2014 | Pieter Heemeryck    | Simon De Cuyper     | Tom Suetens          |
| 2015 | Jelle Geens         | Pieter Heemeryck    | Jonathan Wayaffe     |
| 2016 | Simon De Cuyper     | Tom Mets            | Stijn Goris          |
| 2017 | Arthur De Jaegher   | Antonio Hernaert    | Tom Suetens          |
| 2018 | Tim Van Hemel       | Pieter Heemeryck    | Neal Van Vaerenbergh |
| 2019 | Simon De Cuyper     | Pieter Heemeryck    | Tim Van Hemel        |
| 2020 | -                   | -                   | -                    |
| 2021 | Jonathan Wayaffe    | Thomas Guilmot      | Alexis Krug          |

### Donne
| Anno | Oro                | Argento            | Bronzo                |
| ---- | ------------------ | ------------------ | --------------------- |
| 1998 | Kathleen Smet      | Mieke Suys         |                       |
| 1999 |                    |                    |                       |
| 2000 | Kathleen Smet      | Heidi Veramme      | Christel van Eesbeeck |
| 2001 | Jessica Mayon      | Céline Rositano    | Liesbeth De Schrijver |
| 2002 | Kathleen Smet      | Jessica Mayon      | Céline Rositano       |
| 2003 | Kathleen Smet      | Mieke Suys         | Céline Rositano       |
| 2004 | Kathleen Smet      | Mieke Suys         | Joke Coysman          |
| 2005 | Kathleen Smet      | Joke Coysman       | Heidi Veramme         |
| 2006 | Céline Rositano    | Jessica Mayon      | Joke Coysman          |
| 2007 | Jessica Mayon      | Ailes Kristien     | Sofie Goos            |
| 2008 | Joke Coysman       | Sofie Goos         | Katrien Verstuyft     |
| 2009 | Katrien Verstuyft  | Joke Coysman       | Karolien Geerts       |
| 2010 | Alexandra Tondeur  | Marjolein Truyers  | Karolien Geerts       |
| 2011 | Sofie Hooghe       | Joke Coysman       | Eline De Smedt        |
| 2012 | Katrien Verstuyft  | Jolien Lewyllie    | Sofie Hooghe          |
| 2013 | Katrien Verstuyft  | Alexandra Tondeur  | Xenia Luxem           |
| 2014 | Sofie Hooghe       | Alexandra Tondeur  | Xenia Luxem           |
| 2015 | Katrien Verstuyft  | Charlotte Deldaele | Christine Verdonck    |
| 2016 | Sofie Hooghe       | Ine Couckuyt       | Sara Van de Vel       |
| 2017 | Valerie Barthelemy | Sofie Hooghe       | Katrien Verstuyft     |
| 2018 | Valerie Barthelemy | Charlotte Deldaele | Katrien Verstuyft     |
| 2019 | Laura Swannet      | Jolien Vermeylen   | Hanne De Vet          |
| 2020 | -                  | -                  | -                     |
| 2021 | Jolien Vermeylen   | Katrien Maes       | Charlotte Deldaele    |

## Edizioni
| Anno | Sede          |
| ---- | ------------- |
| 1998 | Middelkerke   |
| 1999 | Mol           |
| 2000 | Middelkerke   |
| 2001 | Antoing       |
| 2002 | Louvain       |
| 2003 | Louvain       |
| 2004 | Meerhout      |
| 2005 | Vilvorde      |
| 2006 | Antoing       |
| 2007 | Weiswampach   |
| 2008 | Courtrai      |
| 2009 | Izegem        |
| 2010 | Tournai       |
| 2011 | Izegem        |
| 2012 | Malines       |
| 2013 | Brasschaat    |
| 2014 | Courtrai      |
| 2015 | Eau d'Heure   |
| 2016 | Izegem        |
| 2017 | Izegem        |
| 2018 | Izegem        |
| 2019 | Wuustwezel    |
| 2020 | non disputato |
| 2021 | Hofstade      |